# Céphalophe de Walter
Philantomba walteri
Espèce
Le Céphalophe de Walter (Philantomba walteri) est une espèce d'antilopes de la sous-famille des Cephalophinae.

## Répartition
Cette espèce se rencontre en Ouganda et en Tanzanie. Sa présence est incertaine au Bénin, au Nigeria et au Togo, et elle est désormais éteinte en Tunisie.

## Classification
Le nom valide complet (avec auteur) de ce taxon est Philantomba walteri Colyn (d), Hulselmans (d), Sonet (d), Oudé (d), de Winter (d), Natta (d), Nagy (d) & Verheyen (d), 2010,.
Ce taxon porte en français le nom vernaculaire ou normalisé suivant : Céphalophe de Walter.

### Étymologie
Son épithète spécifique, walteri, ainsi que son nom vernaculaire, « de Walter », lui ont été donné en l'honneur du professeur Walter Verheyen (1932-2005), en reconnaissance de son travail sur les mammifères africains et qui a collecté le premier spécimen à Badou (Togo), en 1968.

### Publication originale
- (en) Marc Colyn, Jan Hulselmans, Gontran Sonet, Pascal Oudé, Jan de Winter, Armand Natta, Zoltán Tamás Nagy et Erik Verheyen, « Discovery of a new duiker species (Bovidae: Cephalophinae) from the Dahomey Gap, West Africa », Zootaxa, Magnolia Press (d), vol. 2637, no 1,‎ 6 octobre 2010, p. 1-30 (ISSN 1175-5334 et 1175-5326, OCLC 49030618, DOI 10.11646/ZOOTAXA.2637.1.1, lire en ligne).